# Enrique de Gandía
Enrique de Gandía (Buenos Aires, 1 de febrero de 1906 - Buenos Aires, 18 de julio de 2000) fue un historiador y sociólogo argentino, autor de más de un centenar de libros.

## Biografía
Por haber nacido en una familia con buena posición económica, hijo de un español y una italiana, vivió en su juventud en Niza (Francia), en Italia y España, regresando a la Argentina a los 19 años. A los 23 volvió a Europa, donde estudió en la Universidad de La Sorbona de París y en la Facultad de Derecho de la Universidad Complutense de Madrid. Su estancia en España le permitió acceder a importantes bibliotecas y archivos en Madrid y Sevilla, como el Archivo General de Indias, alcanzando gran profundidad en el estudio de la América hispana. En aquellos años, se interesó también por la Edad Media y pasó una temporada en el benedictino Monasterio de Silos. 
Vuelto de nuevo a Buenos Aires, publica en 1927 Dónde nació el fundador de Buenos Aires y en 1928, Nuevos datos para la biografía de Juan de Garay. Empezó a destacar en el campo de los estudios históricos cuando publicó en 1929 Historia del Gran Chaco y, posteriormente, Historia crítica de los mitos y leyendas de la conquista americana. Intentó llevar a cabo el proyecto de excavaciones en la que fuera la primera localidad europea en Argentina: el fuerte Sancti Spiritus, pero no pudo concretar ese objetivo.
En su libro Historia de Santa Cruz de la Sierra: una nueva república en Sudamérica (Buenos Aires, 1935) mezcla verdades con mentiras, táctica típica de la post-verdad; sin embargo, el mismo Gandía reconoció más tarde que había sido contratado por el gobierno argentino y se disculpó con los bolivianos y cruceños.
Ejerció la docencia, siendo profesor de historia de la Escuela Nacional de Bellas Artes (1948), de la Universidad de Morón (1960) y de la Universidad de Belgrano (1967), habiendo sido cofundador de estas dos últimas. También ocupó la cátedra de Ciencia Política en la Universidad Kennedy (1991). En 1948 fue director del Museo Municipal de Buenos Aires (hoy Museo Histórico de Buenos Aires "Cornelio de Saavedra").
Su trayectoria fue reconocida con la designación como miembro de número de las academias nacionales de Historia (1930), Ciencias Morales y Políticas (1938), Geografía (1985), y de la Academia Nacional de Ciencias (1987). Fue miembro correspondiente de la Real Academia de la Historia de Madrid y en 1930 como numerario. En 1933 participó en la fundación del Instituto Nacional Sanmartiniano. En 1930 fue cofundador del Instituto Paraguayo de Investigaciones Históricas; esta institución y el Instituto Histórico y Geográfico del Paraguay lo designarían miembro honorario.
Fue el primer presidente del Instituto Nacional Belgraniano, en el período comprendido entre 1944 y 1948, por propuesta del Dr. Raúl Martínez de Sucre y de las Damas Patricias Argentinas “Remedios Escalada de San Martín”.
Recibió numerosos premios y reconocimientos, entre ellos el Premio Konex 1984, la designación del gobierno de Portugal como Comendador de la Orden de Enrique el Navegante (1991), y doctorados honoris causa de la Universidad Nacional de Asunción y de la Universidad del País Vasco.
Fue considerado por Paul Gallez, miembro y fundador de la Escuela Argentina de Protocartografía. Fue el primero en especular que la cuarta península de Asia (a veces llamada Península de Cattigara) en los mapas antiguos fuera América del Sur, en su libro Primitivos navegantes vascos.
Su archivo personal se conserva en el Departamento de Archivos de la Biblioteca Nacional Mariano Moreno de la República Argentina. 
Sus restos mortales están sepultados en el cementerio de la Chacarita de Buenos Aires.

## Obras
La siguiente es una lista parcial de obras de Gandía publicadas:
- Sombras de amor -  Madrid, 1921.
- Sin  fe y sin paz -  Madrid,  1925.
- El encanto del recuerdo -  Madrid, 1925.
- Donde nació el fundador de Buenos Aires - Buenos Aires, 1926.
- Nuevos datos para la biografía de Juan de Garay - Buenos Aires, 1927.
- El secreto de los tiempos - Buenos Aires, 1928.
- Historia del Gran Chaco - Madrid-Buenos Aires, 1929.
- La ilusión errante - Madrid-Buenos Aires, 1929.
- Historia crítica de los mitos de la conquista americana - Madrid-Buenos Aires, 1929.
- Del origen de los nombres y apellidos y de la ciencia genealógica - Buenos Aires, 1930.
- Crónica genealógica de los Gandía - Buenos Aires, 1930.
- Génesis y esencia del arte medieval - Buenos Aires, 1930.
- Los estudios históricos en la Argentina: la obra histórica de Ricardo Levene - Buenos Aires, 1931.
- Historia de la Conquista del Río de la Plata y del Paraguay - Buenos Aires, 1931.
- Los primeros italianos en el Río de la Plata y otros estudios históricos - Buenos Aires, 1931.
- Indios y conquistadores en el Paraguay - Buenos Aires, 1931.
- Alaniz de Paz: un gobernador desconocido del Río de la Plata en el siglo XVI - Buenos Aires, 1931.
- La ciudad encantada de los Césares - Buenos Aires, 1932.
- La patria de Juan de Garay - Buenos Aires, 1933.
- Luces en el océano - Buenos Aires, 1933.
- La enseñanza de la historia en las escuelas primarias de Hispanoamérica (en colaboración con Rómulo Zabala) - Buenos Aires, 1933.
- Límites de las gobernaciones sudamericanas en el siglo XVI - Buenos Aires, 1933.
- Don Ramiro en América - Buenos Aires, 1934.
- El primer clérigo y el primer obispo del Río de la plata - Buenos Aires, 1934.
- Jaime Rasquin y su expedición del año 1559 - Buenos Aires, 1935.
- Los derechos del paraguay sobre el chaco boreal y las doctrinas del “uti possidetis” en el siglo XVI - Buenos Aires, 1935.
- Historia de Santa Cruz de la Sierra: una nueva república en Sudamérica - Buenos Aires, 1935.
- De la Torre del Oro a las Indias - Buenos Aires, 1935.
- Antecedentes diplomáticos de las expediciones de Juan Díaz de Solís, Sebastián Caboto y don Pedro de Mendoza - Buenos Aires, 1935.
- Gregorio de Pesquera: un proyecto ignorado de gobernación en la costa del Brasil - Buenos Aires, 1935.
- La junta de Historia y Numismática Americana: breve noticia histórica - Buenos Aires, 1936.
- La Argentina. Descripción histórico-geográfica - Buenos Aires, 1936.
- Crónica del magnífico adelantado don Pedro de Mendoza - Buenos Aires, 1936.
- Historia de los piratas en el Río de la Plata - Buenos Aires, 1936.
- Historia de Alonso Cabrera y de la destrucción de Buenos Aires en 1541 - Buenos Aires, 1936.
- Historia de la ciudad de Buenos Aires (en colaboración con Rómulo Zabala) - Buenos Aires, 1936.
- Las misiones jesuíticas y los bandeirantes paulistas - Buenos Aires, 1936.
- Luis de Miranda, primer poeta del Río de la Plata - 1936.
- Historia de la República Argentina en el Siglo XIX - 1940.
- Historia de Cristóbal Colón - 1942.
- Primitivos navegantes vascos - 1942.
- Buenos Aires colonial - 1957.
- Bolívar y la libertad - 1959.
- “Orígenes desconocidos del 25 de Mayo de 1810” - Editorial O.C.E.S.A., 1960
- Nicolás Avellaneda: Sus ideas y su tiempo - 1985.
- Simón Bolívar: Su pensamiento político - 1984.
- Historia de las ideas políticas en la Argentina - 1988.
- Nueva historia de América, la libertad y la antilibertad - 1988.
- Nueva historia del descubrimiento de América - U.M.S.A., Buenos Aires, 1987.
- Américo Vespucci y sus cinco viajes al nuevo mundo - Fundación Banco de Boston, Buenos Aires, 1990.